# 聖拉斐爾潟湖國家公園

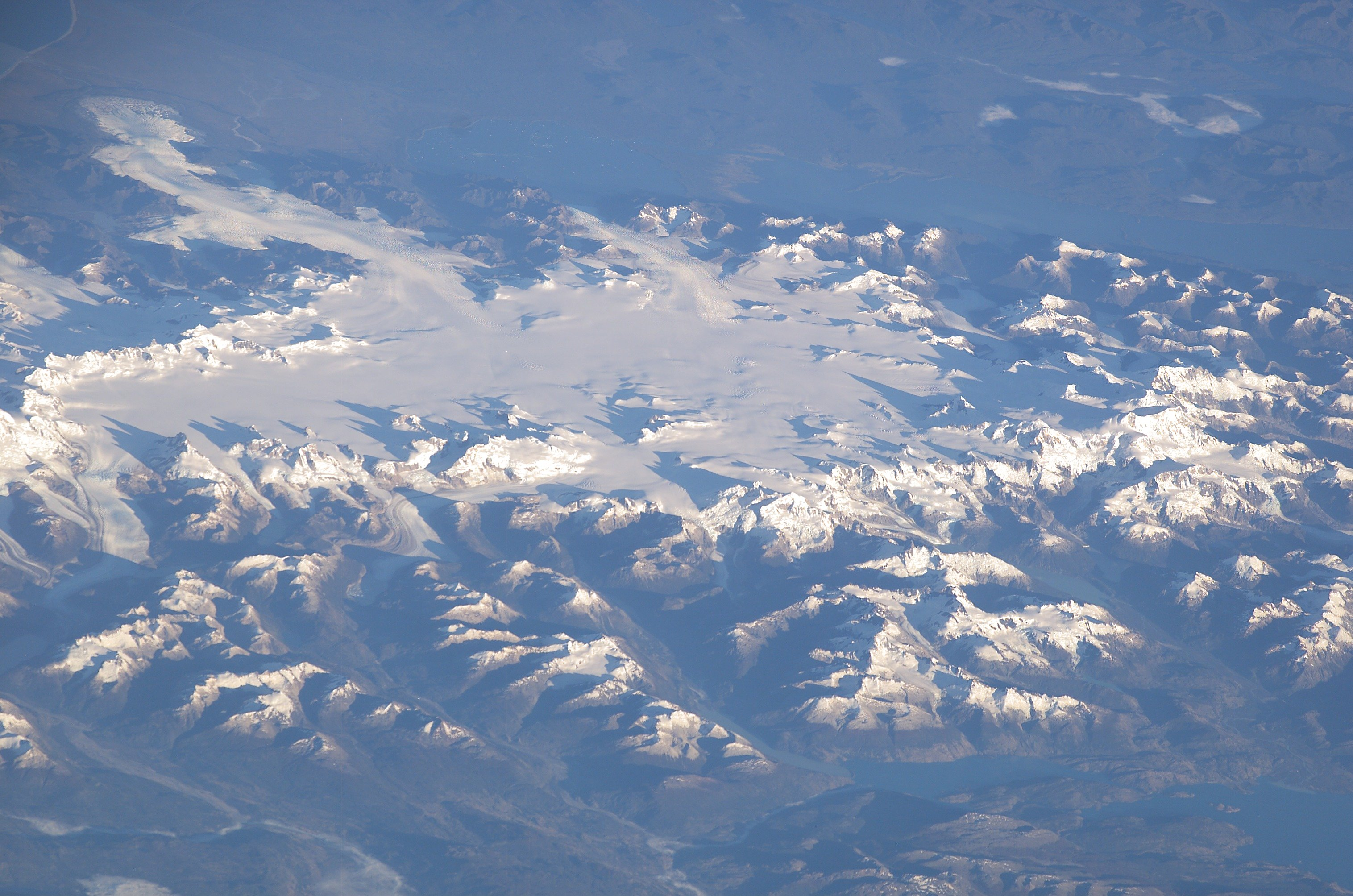

聖拉斐爾潟湖國家公園是智利的國家公園，位於該國中南部，由伊瓦涅斯將軍艾森大區負責管轄，成立於1959年，面積17,420平方公里，最高點海拔高度4,058米。